# Scansione

Uno scanner domestico

Nell'ambito informatico la scansione è il processo di digitalizzazione di un documento cartaceo, ovvero il passaggio di dati da un documento cartaceo a uno in forma digitale. I vantaggi possono essere notevoli, sia per il salvataggio dei dati che per la loro conservazione e copia.

## Etimologia
L'azione di acquisizione di immagini mediante un lettore ottico di immagini (o scanner), così come la ricerca automatica all'interno di un archivio, si indicano con il verbo scandire (e relative declinazioni, per esempio il participio passato scandito). Tale forma è da preferire alle altre. Il termine scansione, infatti, ha la sua radice dal verbo latino scandere (come anche il verbo inglese to scan, dal quale derivano i forestierismi diversi da scandire). Quindi, quando si acquisisce un'immagine mediante scanner, la si scandisce.
L'Accademia della Crusca, oltre a scandire, ha riportato l'utilizzo - esclusivamente in ambito tecnico, senza estenderne l'uso nell'italiano corretto, né tanto meno privilegiandoli a discapito del termine più adeguato - anche dei termini scansionare, scannerizzare, scannare, scannerare.

## Digitalizzazione di documenti cartacei

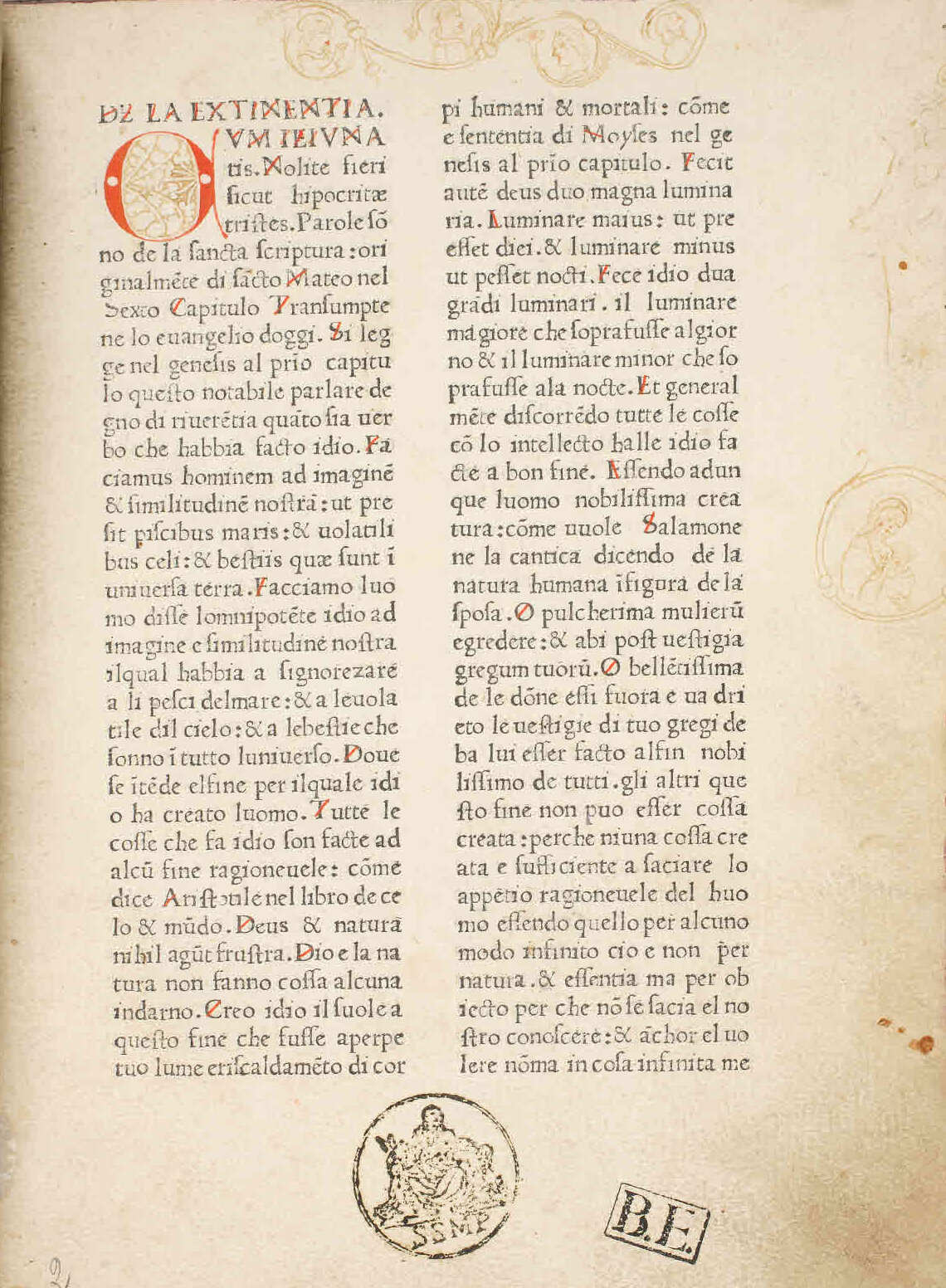
Scansione di una pagina del libro di Roberto Caracciolo Sermones quadragesimales del 1475 (BEIC, biblioteca digitale). Sono stati inseriti alcuni elementi di confronto per i colori e le dimensioni.

Si ottiene la scansione di un documento utilizzando un apposito dispositivo chiamato scanner, un analizzatore ottico che trasforma l'immagine letta in segnali digitali, collegato a un computer che memorizza il documento.
Può essere effettuata la scansione anche di un paesaggio. Per esempio, partendo da una serie di fotografie, appositi programmi, come Terragen, sono in grado di effettuare una mappatura 3D virtuale del paesaggio fotografato.
La scansione video può essere progressiva o interlacciata.

## Scansione di archivi
Scansione è anche l'azione che compie un programma, per esempio un antivirus o antimalware, per ricercare elementi, virus, spyware o malware nel computer. In questo caso si parla di scansione di file (o documenti), di cartelle o di unità del computer.